# Герои Социалистического Труда Кабардино-Балкарии
В настоящий список включены:

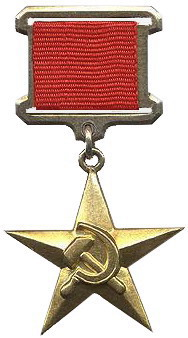
Золотая медаль «Серп и Молот»

- Герои Социалистического Труда, на момент присвоения звания проживавшие на территории современной Кабардино-Балкарской Республики (в 1936—1944, 1957—1991 годах — Кабардино-Балкарской АССР, в 1944—1957 годах — Кабардинской АССР, в 1991 году — Кабардино-Балкарской ССР), — 35 человек;
- уроженцы Кабардино-Балкарии, удостоенные звания Героя Социалистического Труда в других регионах СССР, — 11 человек;
- Герои Социалистического Труда, прибывшие на постоянное проживание в Кабардино-Балкарию, — 8 человек.

Вторая и третья части списка могут быть неполными из-за отсутствия данных о месте рождения и проживания ряда Героев.
В таблицах отображены фамилия, имя и отчество Героев, должность и место работы на момент присвоения звания, дата Указа Президиума Верховного Совета СССР, отрасль народного хозяйства, место рождения/проживания, а также ссылка на биографическую статью на сайте «Герои страны». Формат таблиц предусматривает возможность сортировки по указанным параметрам путём нажатия на стрелку в нужной графе.

## История
Впервые звание Героя Социалистического Труда в Кабардино-Балкарской АССР было присвоено Указом Президиума Верховного Совета СССР 5 ноября 1943 года электромеханику Орджоникидзевской железной дороги А. Ф. Папуре за особые заслуги в деле обеспечении перевозок для фронта и народного хозяйства и выдающиеся достижения в восстановлении железнодорожного хозяйства в трудных условиях военного времени.
Подавляющее большинство Героев Социалистического Труда в области приходится на работников сельского хозяйства — 23 человека; металлургия — 3; приборостроение — 2;  строительство, транспорт, геология, госуправление, культура, наука, образование — по 1.

## Лица, удостоенные звания Героя Социалистического Труда в Кабардино-Балкарии
| №  | Фамилия, имя, отчество                 | Даты жизни              | Деятельность | Дата присвоения | Отрасль       | Место рождения        | ГС        |
| -- | -------------------------------------- | ----------------------- | --- | --------------- | ------------- | --------------------- | --------- |
| 1  | Абубекиров Нажмудин Билялович          | 27.07.1928 — 03.01.1984 | Председатель колхоза имени Чапаева Прохладненского района Кабардино-Балкарской АССР | 15.12.1972      | сельхоз       | Прохладненский район  | [ ГС 1 ]  |
| 2  | Альмов Али Талабиевич                  | 07.03.1935 — 20.12.1999 | Бригадир каменщиков строительного управления № 5 Управления строительства и стройматериалов Кабардино-Балкарского совнархоза, гор. Нальчик                                              | 28.05.1960      | строительство | Зольский район        | [ ГС 2 ]  |
| 3  | Арамисов Ахмед Камбулатович            | 03.01.1933 — 23.06.1983 | Звеньевой колхоза имени Ленина Урванского района Кабардино-Балкарской АССР | 07.12.1973      | сельхоз       | Лескенский район      | [ ГС 3 ]  |
| 4  | Архестов Хабас Кашифович               | 01.01.1924 — 03.09.1991 | Проходчик рудника «Молибден» Тырныаузского вольфрамо-молибденового комбината Министерства цветной металлургии СССР, Кабардино-Балкарская АССР                                           | 20.05.1966      | металлургия   | Зольский район        | [ ГС 4 ]  |
| 5  | Атабиев Магомед Кицбатырович           | 22.03.1915 — 11.10.1999 | Председатель колхоза «Москва» Советского района Кабардино-Балкарской АССР | 25.06.1985      | сельхоз       | Черекский район       | [ ГС 5 ]  |
| 6  | Аттоев Салих Харунович                 | 05.01.1934 — 28.08.1992 | Старший чабан колхоза «Путь к коммунизму» Советского района Кабардино-Балкарской АССР                                                                                                   | 22.03.1966      | сельхоз       | Черекский район       | [ ГС 6 ]  |
| 7  | Ахматова (Чигирова) Шамкыз Магомедовна | род. 1940               | Мастер машинного доения совхоза «Нальчикский», гор. Нальчик Кабардино-Балкарской АССР                                                                                                   | 22.03.1966      | сельхоз       | Нальчик               | [ ГС 7 ]  |
| 8  | Ахметов Муссаби Хапитович              | 20.09.1922 — 23.02.1983 | Первый секретарь Урванского райкома КПСС, Кабардино-Балкарская АССР | 23.06.1966      | госуправление | Нальчик               | [ ГС 8 ]  |
| 9  | Ахохов Анатолий Хажмусович             | 17.04.1929 — 09.01.2019 | Генеральный директор Кабардино-Балкарского производственного объединения «Севкавэлектронмаш» Министерства приборостроения, средств автоматизации и систем управления СССР, гор. Нальчик | 10.06.1986      | минприбор     | Нальчик               | [ ГС 9 ]  |
| 10 | Баков Нарзан Муратович                 | 09.05.1926 — 08.05.2001 | Председатель колхоза «Ошхамахо» Зольского района Кабардино-Балкарской АССР | 22.03.1966      | сельхоз       | Зольский район        | [ ГС 10 ] |
| 11 | Бгажноков Хачим Гумарович              | 15.05.1915 — 24.08.2002 | Председатель колхоза имени Шогенцукова Баксанского района Кабардино-Балкарской АССР | 25.12.1959      | сельхоз       | Баксанский район      | [ ГС 11 ] |
| 12 | Бирсов Анзор Хацуевич                  | 1892—1988               | Председатель колхоза имени Кирова Эльбрусского района Кабардинской АССР | 27.06.1949      | сельхоз       | Баксанский район      | [ ГС 12 ] |
| 13 | Брагин Владимир Васильевич             | 01.07.1934 — 30.01.1995 | Слесарь завода «Севкавэлектроприбор» Министерства приборостроения, средств автоматизации и систем управления СССР, гор. Нальчик Кабардино-Балкарской АССР                               | 20.04.1971      | минприбор     | Майский район         | [ ГС 13 ] |
| 14 | Дадов Хамита Аубекирович               | 02.04.1937 — 22.03.2011 | Тракторист-машинист колхоза «Заря коммунизма» Терского района Кабардино-Балкарской АССР                                                                                                 | 13.09.1990      | сельхоз       | Терский район         | [ ГС 14 ] |
| 15 | Домнич Михаил Васильевич               | 1926 — ????             | Бурильщик Тырныаузского вольфрамово-молибденового комбината Кабардино-Балкарского совнархоза                                                                                            | 09.06.1961      | металлургия   | Прохладненский район  | [ ГС 15 ] |
| 16 | Евтушенко Николай Никитович            | 11.05.1921 — 06.10.2021 | Председатель колхоза «Красная нива» Майского района Кабардино-Балкарской АССР | 22.03.1966      | сельхоз       | *Северная Осетия      | [ ГС 16 ] |
| 17 | Емишев Гали Хамашевич                  | 10.03.1929 — 06.02.2018 | Звеньевой колхоза имени Чапаева Прохладненского района Кабардино-Балкарской АССР | 23.06.1966      | сельхоз       | Прохладненский район  | [ ГС 17 ] |
| 18 | Залиханов Михаил Чоккаевич             | род. 22.06.1939         | Директор Высокогорного геофизического института Академии наук СССР, член-корреспондент АН СССР, Кабардино-Балкарская АССР                                                               | 07.05.1987      | наука         | Эльбрусский район     | [ ГС 18 ] |
| 19 | Ивановский Владислав Викторович        | 23.03.1928 — 06.11.2000 | Директор птицесовхоза «Прохладное» Северо-Кавказского военного округа, Прохладненский район Кабардино-Балкарской АССР                                                                   | 16.07.1986      | сельхоз       | *Павлодарская область | [ ГС 19 ] |
| 20 | Калмыков Хажмурат Таович               | 10.11.1925 — 01.07.1965 | Старший табунщик колхоза имени Кирова Эльбрусского района Кабардинской АССР | 27.06.1949      | сельхоз       | Баксанский район      | [ ГС 20 ] |
| 21 | Камбиев Мухаб Алимович                 | 25.05.1923 — 29.11.2020 | Директор Каменномостской средней школы Зольского района Кабардино-Балкарской АССР | 01.07.1968      | образование   | Зольский район        | [ ГС 21 ] |
| 22 | Кешоков Алим Пшемахович                | 22.07.1914 — 29.01.2001 | Писатель, общественный деятель, народный поэт Кабардино-Балкарской АССР | 11.06.1990      | культура      | Чегемский район       | [ ГС 22 ] |
| 23 | Котепахов Мухамед Алиевич              | 20.06.1938 — 26.09.1977 | Звеньевой колхоза имени Чапаева Прохладненского района Кабардино-Балкарской АССР | 23.12.1976      | сельхоз       | Прохладненский район  | [ ГС 23 ] |
| 24 | Кудряшова Александра Порфирьевна       | 22.10.1924 — 24.11.2005 | Комбайнёр зерносовхоза «Прималкинский» Прохладненского района Кабардино-Балкарской АССР                                                                                                 | 08.04.1971      | сельхоз       | Прохладненский район  | [ ГС 24 ] |
| 25 | Муллаев Шарафудин Якубович             | 15.07.1929 — 10.06.2024 | Бригадир проходчиков Тырныаузского горнометаллургического комбината Министерства цветной металлургии СССР, Кабардино-Балкарская АССР                                                    | 30.03.1971      | металлургия   | Черекский район       | [ ГС 25 ] |
| 26 | Нефёдов Николай Константинович         | 30.11.1908 — 03.02.1975 | Главный геолог Тырныаузского вольфрамово-молибденового комбината Северо-Кавказского совнархоза, Кабардино-Балкарская АССР                                                               | 29.04.1963      | геология      | *Новгородская область | [ ГС 26 ] |
| 27 | Панагов Азматгери Жерович              | 02.01.1931 — 14.01.1996 | Председатель колхоза «Красная звезда» Терского района Кабардино-Балкарской АССР | 08.04.1971      | сельхоз       | Терский район         | [ ГС 27 ] |
| 28 | Папура Андрей Фёдорович                | 12.12.1907 — 13.11.1977 | Электромеханик Котляревской дистанции сигнализации и связи Орджоникидзевской железной дороги, Кабардино-Балкарская АССР                                                                 | 05.11.1943      | транспорт     | *Ставропольский край  | [ ГС 28 ] |
| 29 | Паштова Салима Мазановна               | 01.07.1906 — 02.01.2003 | Доярка колхоза имени Сталина Баксанского района Кабардино-Балкарской АССР | 07.03.1960      | сельхоз       | Баксанский район      | [ ГС 29 ] |
| 30 | Тарчоков Камбулат Кицуевич             | 26.10.1911 — 18.08.1977 | Председатель колхоза имени Ленина Лескенского района Кабардино-Балкарской АССР | 17.01.1961      | сельхоз       | Лескенский район      | [ ГС 30 ] |
| 31 | Тхакахов Башир Хабижевич               | 09.05.1927 — 10.11.1983 | Председатель колхоза «Красный Кавказ» Баксанского района Кабардино-Балкарской АССР | 07.12.1973      | сельхоз       | Баксанский район      | [ ГС 31 ] |
| 32 | Уммаева Фазика Хусеиновна              | 08.03.1938 — 20.04.2022 | Доярка колхоза имени Байсултанова Чегемского района Кабардино-Балкарской АССР | 06.09.1973      | сельхоз       | Чегемский район       | [ ГС 32 ] |
| 33 | Хажметов Хасан Хушхович                | 16.06.1931 — 01.04.2007 | Заведующий производственным участком колхоза имени Шогенцукова Баксанского района Кабардино-Балкарской АССР                                                                             | 08.04.1971      | сельхоз       | Баксанский район      | [ ГС 33 ] |
| 34 | Шаов Ахъед Титуевич                    | 1932—1997               | Бригадир колхоза имени Шогенцукова Баксанского района Кабардино-Балкарской АССР | 13.03.1981      | сельхоз       | Баксанский район      | [ ГС 34 ] |
| 35 | Шогенов Таляша Питович                 | 1898—1978               | Заведующий коневодством колхоза имени Кирова Эльбрусского района Кабардинской АССР | 27.06.1949      | сельхоз       | Баксанский район      | [ ГС 35 ] |

## Уроженцы Кабардино-Балкарии, удостоенные звания Героя Социалистического Труда в других регионах СССР
| №  | Фамилия, имя, отчество          | Даты жизни              | Деятельность | Дата присвоения | Отрасль       | Место рождения       | ГС        |
| -- | ------------------------------- | ----------------------- | --- | --------------- | ------------- | -------------------- | --------- |
| 1  | Алёшин Сергей Никифорович       | 18.09.1913 — 09.07.1975 | Начальник Ангарского управления строительства № 16 Министерства среднего машиностроения СССР, Иркутская область                                                               | 26.04.1971      | атомпром      |                      | [ ГС 1 ]  |
| 2  | Бронников Юрий Петрович         | 26.04.1937 — 08.07.2013 | Горнорабочий очистного забоя шахты «Северная» имени 50-летия СССР производственного объединения «Воркутауголь» Министерства угольной промышленности СССР, Коми АССР           | 12.05.1977      | углепром      | Чегемский район      | [ ГС 2 ]  |
| 3  | Гулина Эльвира Александровна    | 31.03.1936 — 21.01.2012 | Доярка Степановского птицесовхоза Благовещенского района Башкирской АССР | 06.09.1973      | сельхоз       | Нальчик              | [ ГС 3 ]  |
| 4  | Жангуразов Ибрагим Даутович     | 19.07.1937 — 15.01.2020 | Генеральный директор Вишнёвского производственного объединения по птицеводству, Целиноградская область                                                                        | 19.02.1981      | сельхоз       | Черекский район      | [ ГС 4 ]  |
| 5  | Келеметов Шухаин Исмаилович     | 1898 — ????             | Звеньевой Меркенского свеклосовхоза Министерства пищевой промышленности СССР, Меркенский район Джамбулской области                                                            | 08.05.1948      | сельхоз       | Нальчик              | [ ГС 5 ]  |
| 6  | Мёдов Константин Иванович       | 08.06.1926 — 1989       | Бригадир проходчиков горных выработок шахты № 9 комбината «Интауголь» Министерства угольной промышленности СССР, Коми АССР                                                    | 29.06.1966      | углепром      | Урванский район      | [ ГС 6 ]  |
| 7  | Ракитянский Анатолий Дмитриевич | 20.10.1930 — 27.11.1985 | Бригадир проходчиков горных выработок шахты «Северная» комбината «Кузбассуголь» Министерства угольной промышленности СССР, Кемеровская область                                | 30.03.1971      | углепром      | Прохладненский район | [ ГС 7 ]  |
| 8  | Сапрыкин Василий Андреевич      | 22.03.1890 — 03.1964    | Главный инженер строительства № 859, инженер-полковник, Челябинская область                                                                                                   | 29.10.1949      | минобороны    | Майский район        | [ ГС 8 ]  |
| 9  | Тетуев Шамсудин Жунусович       | 05.12.1932 — 13.05.1994 | Первый секретарь Акалтынского райкома Компартии Узбекистана, Сырдарьинская область                                                                                            | 26.02.1981      | госуправление | Черекский район      | [ ГС 9 ]  |
| 10 | Хагажеев Джонсон Талович        | род. 27.01.1940         | Директор Надеждинского металлургического завода Норильского горно-металлургического комбината имени А. П. Завенягина Министерства цветной металлургии СССР, Красноярский край | 08.07.1985      | металлургия   | Нальчикский район    | [ ГС 10 ] |
| 11 | Шевцов Иван Константинович      | 02.03.1930 — 28.02.2014 | Главный зоотехник совхоза «Курганинский» Курганинского района Краснодарского края                                                                                             | 08.04.1971      | сельхоз       | Прохладненский район | [ ГС 11 ] |

## Герои Социалистического Труда, прибывшие в Кабардино-Балкарию на постоянное проживание из других регионов
| № | Фамилия, имя, отчество        | Даты жизни              | Деятельность | Дата присвоения | Отрасль    | Место проживания | ГС       |
| - | ----------------------------- | ----------------------- | --- | --------------- | ---------- | ---------------- | -------- |
| 1 | Байрагдаров Мовлуд Аслан оглы | 1904 — 05.10.1983       | Председатель колхоза «Адыгюн» Саатлинского района Азербайджанской ССР                                                           | 30.04.1966      | сельхоз    | Терский район    | [ ГС 1 ] |
| 2 | Иванов Степан Егорович        | 1923 — ????             | Звеньевой виноградарского совхоза «Карданахи» Министерства пищевой промышленности СССР, Гурджаанский район Грузинской ССР       | 04.09.1950      | сельхоз    |                  |          |
| 3 | Ким Хан-Гу                    | 09.07.1882 — 20.08.1967 | Звеньевой колхоза «Авангард» Чиилийского района Кзыл-Ординской области                                                          | 20.05.1949      | сельхоз    | Майский район    | [ ГС 2 ] |
| 4 | Ким Хон-Бин                   | 15.12.1902 — 09.08.1985 | Председатель колхоза «Авангард» Чиилийского района Кзыл-Ординской области                                                       | 20.05.1949      | сельхоз    | Нальчик          | [ ГС 3 ] |
| 5 | Пак Донер                     | 26.02.1888 — 20.03.1971 | Колхозник колхоза «Большевик» Чиилийского района Кзыл-Ординской области                                                         | 21.06.1950      | сельхоз    | Майский район    | [ ГС 4 ] |
| 6 | Пак Елена Александровна       | 1910 — ????             | Бригадир полеводческой бригады колхоза «МОПР» Каратальского района Талды-Курганской области                                     | 28.03.1948      | сельхоз    |                  | [ ГС 5 ] |
| 7 | Стаценко Иван Савельевич      | 1925 — 01.02.1999       | Мастер Волжской ГЭС имени XXII съезда КПСС Волгоградэнерго Министерства энергетики и электрификации СССР, Волгоградская область | 04.10.1966      | энергетика | Нальчик          | [ ГС 6 ] |
| 8 | Тян Гым-Чер                   | 29.07.1916 — 21.01.1999 | Агроном колхоза «Авангард» Чиилийского района Кзыл-Ординской области                                                            | 20.05.1949      | сельхоз    | Майский район    | [ ГС 7 ] |